# Arthur Lismer
Arthur Lismer, CC (Sheffield, 27 giugno 1885 – Montréal, 23 marzo 1969), è stato un pittore britannico naturalizzato canadese membro del Gruppo dei Sette.
Nel 1905 si trasferisce in Belgio, ad Anversa, dove studia all'Accademia Reale di Pittura e Scultura. Nel 1911 Lismer si sposta in Canada, a Toronto, dove trova lavoro in una compagnia di design, la Grip Ltd.
Nel 1916 Lismer diventa il preside della Victoria School of Art and Design di Halifax. Nel 1917 parte della città rimase distrutta dalla cosiddetta esplosione di Halifax, e Lismer rappresentò i momenti successivi alla catastrofe in una serie di disegni, pubblicati in seguito dal Corriere del Canada. Nel 1919, tornato a Toronto, diventa vice-direttore dell'Ontario College of Art.
Nel 1920, Arthur Lismer, insieme a James Edward Hervey MacDonald, Lawrence Harris, Frederick Varley, Frank Carmichael e Frank Johnston fonda il Gruppo dei Sette, movimento artistico che divenne famoso in Canada per i quadri raffiguranti paesaggi del Nord America. La stessa National Gallery of Canada acquistò molte opere del gruppo.
Nel 1936 avviò un programma di istruzione in Sudafrica.
Ricevette il Greer Memorial Award.
È del 1952 il documentario Lismer di Allan Wargon.